# Artemia Fuentes
Artemia Fuentes (Santa Lucía, Uruguay, 19 de diciembre de 1924 – 8 de marzo de 1995) fue una odontóloga, históloga, profesora uruguaya quien obtuvo el reconocimiento de ser nombrada profesora emérita de la Facultad de Odontología de la Universidad de la República en Uruguay.

## Trayectoria
Fuentes nació en Santa Lucía, Uruguay, el 19 de diciembre de 1924.  Estudió odontología e histología.
Uno de los mayores méritos fue comprobar la inervación intracanicular dentinaria de fibras amielínicas publicado en un artículo en la revista 'Anales de la Facultad de Odontología' en 1965
Junto con su colega Antonio Stella (profesor) escribieron muchos artículos sobre el área y en especial un libro que es básico dentro de la enseñanza de la histología en la Facultad de Odontología.
Fue distinguida con el título de doctorado honoris causa por la Facultad de Odontología de la Universidad de la República.
Falleció el 8 de marzo de 1995. 
En 2013, una calle en la ciudad de Santa Lucía en Canelones, Uruguay fue designada con su nombre así como también una calle en Montevideo en 2018.

## Obra
- 1969. Embriología e histología dentaria humana: atlas a color junto a Antonio Stella.
- 1968. Distribución y sistematización fibrilar periodontal.

### Artículos
- 1987. Fuentes A, Duarte G, Boutureira MC. Cartílago de Meckel y derivados. Anales de la Facultad de Odontología (Montevideo) no. 24 (jul. 1987) p.41-54
- 1986. Fibras colagenas en el condilo mandibular: estudio prenatal. Anales de la Facultad de Odontología (Montevideo) 1986; 20(23): 31-53